# Михайлов, Вадим Николаевич
Вадим Николаевич Михайлов (12 октября 1932, Москва — 14 мая 2020, Москва) — российский гидролог, доктор географических наук, профессор кафедры гидрологии суши географического факультета МГУ, заслуженный деятель науки Российской Федерации (1994), действительный член Академии водохозяйственных наук (1994), географ, преподаватель.
Предложил теорию гидролого-морфологических процессов в устьях рек и методику их расчёта.

## Биография
Родители — писатель Николай Михайлов и психиатр Зинаида Косенко.
В 1954 году окончил географический факультет МГУ, а в 1957 там же аспирантуру.
С 1959 — кандидат географических наук, тема диссертации: «Русловые процессы в устьях рек».
С 1972 — доктор географических наук, тема диссертации: «Динамика потока и русла в неприливных устьях рек» (монография, М.: Гидрометеоиздат, 1971).
В 1982—1988 — зав. кафедрой гидрологии суши географического факультета МГУ.
Читал следующие лекционные курсы: Общая гидрология, Гидрология рек, Гидрология морей и устьев рек, Динамика русловых потоков, Сток и устья рек.

## Награды и премии
- Заслуженный деятель науки Российской Федерации (28 октября 1994) — за заслуги в научной деятельности
- премии: имени Ю. М. Шокальского (1974, 1982), имени Д. Н. Анучина (1998), имени В. Г. Глушкова и В. А. Урываева (2000).
- Соросовский профессор (1998, 1999, 2000, 2001).
- Заслуженный профессор Московского университета (2002).

## Основные работы

### Учебники и учебные пособия
- Михайлов В. Н., Добровольский А. Д. Общая гидрология: Учебник. — М.: Высшая школа, 1991.
- Михайлов В. Н. Гидрология устьев рек: Учебное пособие. — М.: Изд-во Моск. ун-та, 1996.
- Михайлов В. Н. Гидрология устьев рек: Учебник. — М.: Изд-во Моск. ун-та, 1998. — 176 с. — 1000 экз. — ISBN 5-211-03807-X. (обл.)
- Михайлов В. Н., Повалишникова Е. С. Гидрология морей: Метод. пособие. — М.: Изд-во Моск. ун-та, 1999. — 80 с.

### Монографии
- Гидрология устьевой области Дуная (коллектив авторов). М.: Гидрометеоиздат, 1963.
- Руководство по гидрологическому исследованию морских устьев рек (коллектив авторов). М.: Гидрометеоиздат, 1965.
- Михайлов В. Н. Динамика потока и русла в неприливных устьях рек. М.: Гидрометеоиздат, 1971.
- Руководство по гидрологическим исследованиям в прибрежной зоне морей и в устьях рек при инженерных изысканиях (коллектив авторов). М.: Гидрометеоиздат, 1972.
- Руководство по расчету элементов гидрологического режима в прибрежной зоне морей и в устьях рек при инженерных изысканиях (коллектив авторов). М.: Гидрометеоиздат, 1973.
- Михайлов В. Н., Рогов М. М., Макарова Т. А., Полонский В. Ф. Динамика гидрографической сети неприливных устьев рек. М.: Гидрометеоиздат, 1977.
- Михайлов В. Н., Рогов М. М., Чистяков А. А. Речные дельты. Гидролого-морфологические процессы. Л.: Гидрометеоиздат, 1986.
- Гидрология устьев рек Терека и Сулака (коллектив авторов). М.: Наука, 1993.
- Guidelines on the study of seawater intrusion into rivers // Studies and reports in hydrology, № 50 (коллектив авторов). Paris: UNESCO, 1994.
- Михайлов В. Н. Гидрологические процессы в устьях рек. — М.: ГЕОС, 1997. — 176 с. — ISBN 5-89118-013-8.
- Михайлов В. Н. Устья рек России и сопредельных стран: прошлое, настоящее и будущее. — М.: ГЕОС, 1997. — 416 с.
- Нижняя Яна: устьевые и русловые процессы (коллектив авторов). М.: ГЕОС, 1998.
- Устьевая область Волги: гидролого-морфологические процессы, режим загрязняющих веществ и влияние колебаний уровня Каспийского моря (коллектив авторов). М.: ГЕОС, 1998.
- Нижняя Индигирка: устьевые и русловые процессы (коллектив авторов). М.: ГЕОС, 2001; Гидрология дельты Дуная (коллектив авторов). М.: ГЕОС, 2004.
- Эстуарно-дельтовые системы России и Китая (коллектив авторов). М.: ГЕОС, 2007.
- Устья рек Каспийского региона: история формирования, современные гидролого-морфологические процессы и опасные гидрологические явления / Под ред. В. Н. Михайлова. М.: ГЕОС, 2013. 704 с. ISBN 978-5-89118-634-7

### Статьи
Автор более 260 статей.
- Михайлов В. Н. Эти изменчивые речные дельты // Природа. 2002. № 4.